# Јавански леопард
Јавански леопард (лат. Panthera pardus melas) је подврста леопарда, врсте сисара из реда звери (Carnivora) и породице мачака (Felidae).

## Распрострањење
Само острво Јава у Индонезији.

## Станиште
Јавански леопард има станиште на копну.

## Угроженост
Ова подврста је крајње угрожена и у великој опасности од изумирања.

### Популациони тренд
Популација ове подврсте се смањује, судећи по расположивим подацима.